# Teresa del Portogallo
Teresa Sanchez (Coimbra, 4 ottobre 1178 – Lorvão, 18 giugno 1250) fu regina consorte di León dal 1191 al 1195, anno in cui si dovette separare dal marito, il re di León Alfonso IX.

## Origine
Secondo il Nobiliario del Conde de Barcelos Don Pedro, Hijo del Rey Don Dionisio, Teresa era la figlia femmina primogenita del re del Portogallo Sancho I e di Dolce di Barcellona(1160-1198), che secondo la Corónicas" Navarras, era figlia del conte di Barcellona Raimondo Berengario IV e della regina di Aragona Petronilla.

Secondo il Roderici Toletani Archiepiscopi De Rebus Hispaniæ Sancho era figlio del re del Portogallo Alfonso I e della principessa Mafalda di Savoia (1125-1158), figlia del settimo Conte di Savoia e Conte d'Aosta e di Moriana, quegli che sarebbe stato il primo ad assumere ufficialmente il titolo di Conte di Savoia, Amedeo III, e di Adelaide, di cui non si conoscono gli ascendenti.

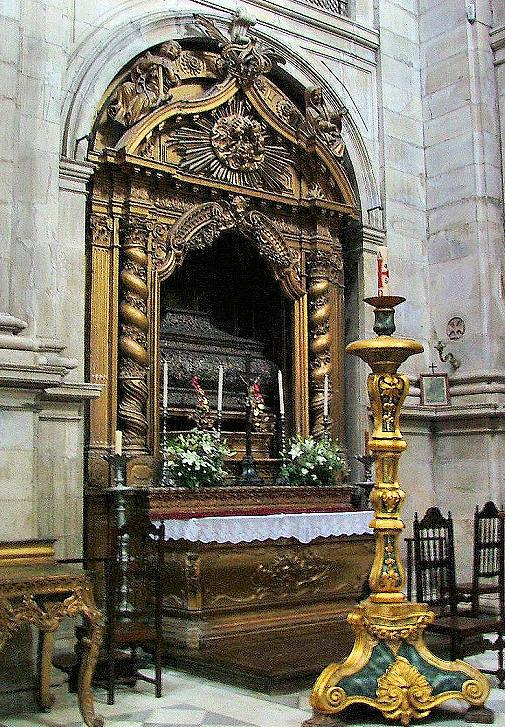
Sepolcro di Teresa nella chiesa del Monastero di Lorvão

## Biografia
Il cronista Rodrigo Jiménez de Rada, nel suo De Rebus Hispaniæ, la elenca tra i figli di Sancho I e Dolce di Barcellona chiamandola Tarasia, che divenne regina consorte del León e specificò che l'unione era incestuosa.
Teresa viene citata assieme alla sorella Teresa, nel documento n° 9 della Provas da Historia genealogica da casa real portugueza, datato 1189, inerente una donazione dei genitori (filiabus nostris Regina Dona Therasia et Regina Domna Sancia).
Il 15 febbraio del 1191, a Guimarães, come riporta il Roderici Toletani Archiepiscopi De Rebus Hispaniæ, Teresa del Portogallo sposò suo cugino primo, il re del León, Alfonso IX (Rex…Sancius…alias filia Tarasiam nomine, quam Aldefonso Regi Legionensi fuit incestuoso contubernio copulata), figlio del re di León Ferdinando II e di Urraca del Portogallo (1151-1188), figlia del re del Portogallo, Alfonso I e dalla regina del Portogallo, Mafalda di Savoia (1125-1158), figlia del 7º Conte di Savoia e Conte d'Aosta e Moriana, Amedeo III e di Matilde di Albon. 

Per le pressioni della chiesa e per il fatto che il papa Celestino III, a causa di questo matrimonio tra cugini primi, senza la dispensa papale, aveva scomunicato i sovrani del León e aveva lanciato l'interdetto sul regno di León, nel 1195 i due coniugi, anche sotto la minaccia che i figli Ferdinando, Sancha e Dolce fossero dichiarati illegittimi, si dovettero separare, allegando un accordo di separazione al Trattato di Tordehumos, del 1194 e Teresa rientrò in Portogallo, assieme alla figlia, Dolce.

Nel 1198, il matrimonio fu annullato, per consanguineità e Teresa, nello stesso anno, dopo la morte della madre, Dolce, si dovette assumere il ruolo di guida ed educatrice delle sorelle.
Nel 1209, suo padre, Sancho I, redasse un testamento in cui dichiarò suo successore il figlio, Alfonso e stabilì lasciti per tutti gli altri figli, legittimi ed illegittimi, tra cui Teresa (Reginæ Donnæ Tharasiæ) e le sue figlie, Sancha (Reginæ Donnæ Sanciæ) e Dolce (Infanti Donnæ Dulciæ nepti meæ).

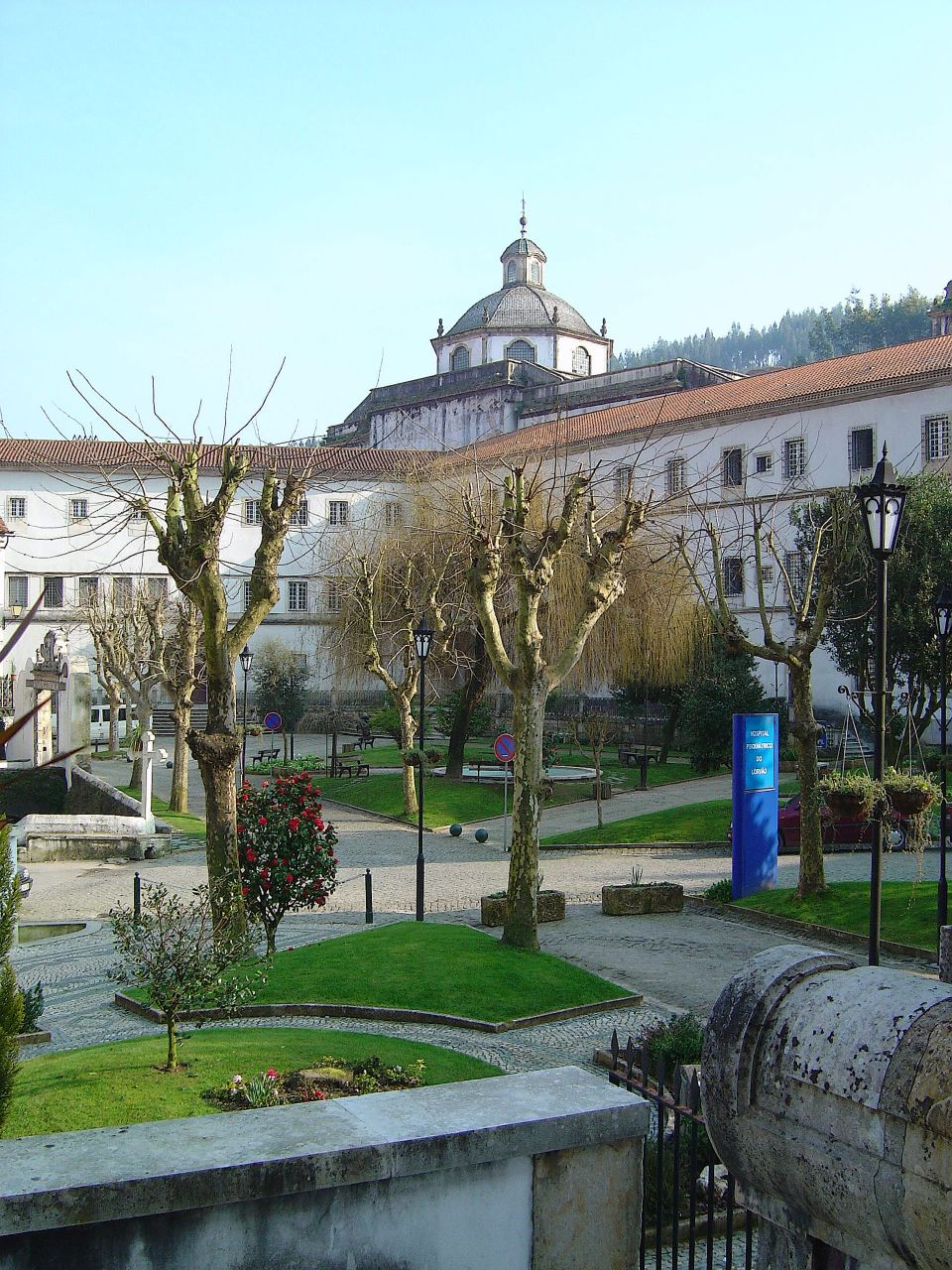
Monastero di Lorvão

Poi si interessò al Monastero di Lorvão, dove si fece monaca e, come riporta il Diccionario biográfico español, Real Academia de la Historia, quando, verso il 1211, il monastero divenne femminile), sua sorella Sancha fu la prima Badessa del Monastero di San Mamede, a Lorvão.
Alla morte del padre, nel 1211, Teresa ricevette in eredità il castello di Montemor-o-Velho, distretto di Coimbra, unitamente alla città, con le relative rendite. Ma il nuovo re, Alfonso II, rifiutava di consegnargliela, così come rifiutava di consegnare terre e città anche alle altre due sorelle, Sancha e Mafalda. Alfonso temeva che, una volta riconosciuto il diritto di proprietà alle sorelle, eventuali eredi avrebbero poi potuto succedere loro e spezzare l'unità del regno.

Da questo fatto nacque una disputa tra il re e le tre sorelle, che avevano l'appoggio di buona parte della nobiltà; la disputa portò ad un conflitto che vide vincitore il re sui nobili ribelli. L'intervento della Curia Pontificia portò ad una mediazione tra il re e le tre sorelle.

La crisi fu risolta, alla morte di Alfonso, nel 1223, dal suo successore, Sancho II, che consentì alle zie di ricevere le rendite, pur mantenendo il controllo di castelli e città.

Finalmente sia Teresa che le sorelle, che erano monache cistercensi, poterono rientrare nel loro convento. 
Teresa fu la cofondatrice del convento domenicano di Coimbra e fondò un monastero anche nel distretto del Regno di León che aveva ricevuto dall'ex marito Alfonso IX.
Nel 1230, alla morte di Alfonso IX, ereditarono il regno di León, le figlie di Teresa ed Alfonso, Sancha e Dolce (il figlio Ferdinando era morto nel 1214). La nobiltà appoggiò l'insediamento delle due sorelle, mentre il clero e l'aristocrazia erano contrari, avrebbero preferito che i regni di León e di Castiglia fossero riunificati sotto lo scettro del loro fratellastro, il re di Castiglia, Ferdinando III.

 Furono intavolate trattative, condotte dalle due ex mogli di Alfonso IX, Berenguela di Castiglia, madre di Ferdinando III e Teresa, madre di Dolce e di Sancha, che a nome dei rispettivi figli, firmarono il Tratado de las Tercerías, dove dietro un cospicuo indennizzo la due regine abdicarono a favore del fratellastro, che poté finalmente riunire sotto un'unica corona i regni di León e di Castiglia.
Teresa, rientrata in Portogallo, si ritirò nel monastero di San Mamede, a Lorvão (nel comune di Penacova), e, dopo l'abdicazione, la figlia Dolce la raggiunse.

Dolce morì nel 1245, mentre Teresa la seguì alcuni anni dopo, nel 1250, e fu tumulata nella chiesa del convento.

## Culto
Il 13 dicembre 1705 papa Clemente XI confermò il culto con il titolo di santa prestato a Teresa e a sua sorella Sancia.
Teresa è ricordata dalla Chiesa cattolica il 17 giugno.

## Figli
Teresa ad Alfonso diede tre figli::
- Sancha (1191 - 1243)[10], Regina di León per poche settimane nel 1230. Dopo due accordi di matrimonio falliti con Enrico I di Castiglia Giovanni di Brienne, si ritirò nel monastero di Cozollos.
- Ferdinando di León (1192/93 - agosto 1214)[10], erede al trono di León, nel 1204 fu fidanzato con Mafalda di Castiglia (1191?-1204), figlie del re di Castiglia, Alfonso VIII, e di Eleonora Plantageneta.
- Dolce (1193/94 - luglio 1248)[10], Regina di León per poche settimane nel 1230. Passò il resto della vita con sua madre in Portogallo.

## Ascendenza
|                                      |                                       |                                      | Genitori                 |  |  | Nonni |  |  | Bisnonni              |  |  | Trisnonni             |  |
|                                      |                                       |                                      |                          |  |  |       |  |  | Enrico del Portogallo |  |  | Roberto I di Borgogna |  |
|                                      |                                       |                                      |                          |  |  |       |  |  | Enrico del Portogallo |  |  | Roberto I di Borgogna |  |
|                                      |                                       | Sibilla di Barcellona                |                          |  |  |       |  |  | Enrico del Portogallo |  |  |                       |  |
| Alfonso I del Portogallo             |                                       |                                      |                          |  |  |       |  |  | Enrico del Portogallo |  |  |                       |  |
|                                      |                                       | Teresa di León                       | Alfonso VI di León       |  |  |       |  |  |                       |  |  |                       |  |
|                                      |                                       | Teresa di León                       | Alfonso VI di León       |  |  |       |  |  |                       |  |  |                       |  |
|                                      |                                       | Teresa di León                       | Jimena Núñez de Lara     |  |  |       |  |  |                       |  |  |                       |  |
| Sancho I del Portogallo              |                                       | Teresa di León                       |                          |  |  |       |  |  |                       |  |  |                       |  |
|                                      |                                       | Amedeo III di Savoia                 | Umberto II di Savoia     |  |  |       |  |  |                       |  |  |                       |  |
|                                      |                                       | Amedeo III di Savoia                 | Umberto II di Savoia     |  |  |       |  |  |                       |  |  |                       |  |
|                                      |                                       | Amedeo III di Savoia                 | Giselda di Borgogna      |  |  |       |  |  |                       |  |  |                       |  |
| Mafalda di Savoia                    |                                       | Amedeo III di Savoia                 |                          |  |  |       |  |  |                       |  |  |                       |  |
|                                      |                                       | Adelaide                             | …                        |  |  |       |  |  |                       |  |  |                       |  |
|                                      |                                       | Adelaide                             | …                        |  |  |       |  |  |                       |  |  |                       |  |
|                                      |                                       | Adelaide                             | …                        |  |  |       |  |  |                       |  |  |                       |  |
| Teresa del Portogallo                |                                       | Adelaide                             |                          |  |  |       |  |  |                       |  |  |                       |  |
|                                      | Raimondo Berengario III di Barcellona | Raimondo Berengario II di Barcellona |                          |  |  |       |  |  |                       |  |  |                       |  |
|                                      | Raimondo Berengario III di Barcellona | Raimondo Berengario II di Barcellona |                          |  |  |       |  |  |                       |  |  |                       |  |
|                                      | Raimondo Berengario III di Barcellona | Matilde d'Altavilla                  |                          |  |  |       |  |  |                       |  |  |                       |  |
| Raimondo Berengario IV di Barcellona | Raimondo Berengario III di Barcellona |                                      |                          |  |  |       |  |  |                       |  |  |                       |  |
|                                      |                                       | Dolce I di Provenza                  | Gilberto I di Gévaudan   |  |  |       |  |  |                       |  |  |                       |  |
|                                      |                                       | Dolce I di Provenza                  | Gilberto I di Gévaudan   |  |  |       |  |  |                       |  |  |                       |  |
|                                      |                                       | Dolce I di Provenza                  | Gerberga di Provenza     |  |  |       |  |  |                       |  |  |                       |  |
| Dolce di Barcellona                  |                                       | Dolce I di Provenza                  |                          |  |  |       |  |  |                       |  |  |                       |  |
|                                      |                                       | Ramiro II d'Aragona                  | Sancho Ramírez d'Aragona |  |  |       |  |  |                       |  |  |                       |  |
|                                      |                                       | Ramiro II d'Aragona                  | Sancho Ramírez d'Aragona |  |  |       |  |  |                       |  |  |                       |  |
|                                      |                                       | Ramiro II d'Aragona                  | Felicia di Ramerupt      |  |  |       |  |  |                       |  |  |                       |  |
| Petronilla d'Aragona                 |                                       | Ramiro II d'Aragona                  |                          |  |  |       |  |  |                       |  |  |                       |  |
|                                      |                                       | Agnese d'Aquitania                   | Guglielmo IX d'Aquitania |  |  |       |  |  |                       |  |  |                       |  |
|                                      |                                       | Agnese d'Aquitania                   | Guglielmo IX d'Aquitania |  |  |       |  |  |                       |  |  |                       |  |
|                                      |                                       | Agnese d'Aquitania                   | Filippa di Tolosa        |  |  |       |  |  |                       |  |  |                       |  |
|                                      |                                       | Agnese d'Aquitania                   |                          |  |  |       |  |  |                       |  |  |                       |  |

### Fonti primarie
- (LA)  Provas da Historia Genealogica da Casa Real Portugueza (Lisbon), Tomo I.
- (LA)  Recueil des historiens des Gaules et de la France. Tome 12
- (ES)  Corónicas" Navarras.

### Letteratura storiografica
- (EN)  The early history of the house of Savoy (1000-1233)
- (PT)  Nobiliario del Conde de Barcelos Don Pedro, Hijo del Rey Don Dionisio.
- Rafael Altamira, "La Spagna (1031-1248)", in Storia del mondo medievale, vol. V, 1999, pp. 865–896
- Edgar Prestage, Il Portogallo nel medioevo, in <<Storia del mondo medievale>>, vol. VII, 1999, pp. 576–610